# Северные корейцы в Республике Корея
По состоянию на 2006 год Министерство объединения Республики Корея зарегистрировало около 9 тысяч северокорейских беженцев, проживающих на территории Республики Корея. Большинство из них пересекли границу в период с 1994 по 1998 годы, спасаясь от голода, охватившего КНДР. 
Северокорейцы, проживающие в Республике Корея, часто сталкиваются с дискриминацией в образовательных учреждениях, трудностями при трудоустройстве и другими проявлениями этнической дискриминации из-за своего происхождения.

## Терминология
В 2005 году правительство Республики Корея предприняло шаги по продвижению идеи объединения, отказавшись от использования терминов времён Холодной войны, таких как «перебежчики» или «беглецы», при упоминании северокорейских мигрантов. Эти старые термины несли в себе негативные коннотации и уничижительный оттенок. Вместо этого был введён новый термин — «новые поселенцы» (кор. 새터민; саэтеомин), что подчёркивает миграционный характер этих людей.

## История
Корейская Народно-Демократическая Республика (КНДР) придерживается жёсткой сталинистской модели, не допускающей эмиграции за границу. Тем не менее, после Корейской войны началась массовая миграция северокорейских перебежчиков в Южную Корею в поисках лучшей жизни. До начала Корейской войны число мигрантов между Севером и Югом составляло от 456 000 до 829 000 человек. В период с 1950 по 1953 год, по разным оценкам, из КНДР выехало от 400 000 до 650 000 человек. В 1945–1953 годах около 10% населения Северной Кореи покинуло страну, однако после окончания войны этот показатель резко снизился.

## Линия КДМЗ
Корейская демилитаризованная зона (КДМЗ), расположенная между Северной и Южной Кореей, создана для минимизации внешних и внутренних угроз. Внешние угрозы могут исходить от возможности проникновения южнокорейских агентов на территорию Северной Кореи. Внутренние угрозы включают попытки несанкционированного пересечения границы в обратном направлении.
КДМЗ охраняется электрическими заграждениями, минными полями и военнослужащими. Дополнительная защита обеспечивается ограждением и минированием прибрежных зон, патрулированием и наблюдением за территорией, что делает её практически непроходимой.

## Роль Китая
Из-за сложности прямого пути в Южную Корею Китай столкнулся с массовым притоком северокорейских перебежчиков. Те, кому удалось пересечь границу, находили работу в Северо-Восточном Китае. Во время пика голода в Северной Корее в 1988–1989 годах в Китае было обнаружено почти 200 000 перебежчиков. После радикальной либерализации Китая количество перебежчиков значительно возросло с 41 до 1894 человека в год.

## Поддержка правительства
В 1997 году правительство Республики Корея приняло Закон о защите и поддержке переселенцев, бежавших из Северной Кореи. В результате этого закона каждому взрослому беженцу было выделено 36 960 000 вон (около $25 053). Правительство также усилило процедуры профессиональной подготовки и попыталось решить другие проблемы, с которыми мигранты могли столкнуться в новой жизни в Южной Корее. В 2005 году правительство Южной Кореи запустило программу стипендий, которая выделяла до 15,4 миллиона вон на человека для профессионального обучения, получения сертификатов и последующего трудоустройства. Хотя программа предоставляла средства на помощь в поиске работы, она также сократила размер средств на обустройство с 39,5 миллиона вон до 20 миллионов вон на человека.

## Экономика
В начале миграции из Северной Кореи в Южную Корею мигранты в основном считались представителями привилегированных и высших слоёв общества. В последнее время состав мигрантов стал более разнообразным и включает людей разного уровня образования, возраста и профессиональной подготовки. Было обнаружено, что существует корреляция между высоким уровнем образования и занятости по сравнению с низким уровнем образования и безработицей. Депрессия, посттравматическое стрессовое расстройство (ПТСР) и хронические заболевания также являются значительными факторами, влияющими на возможность трудоустройства после бегства из Северной Кореи. Мужчины с высшим образованием или техническими дипломами чаще находят работу. Беженцы с хроническими заболеваниями зарабатывают на 89,5% меньше, чем те, кто не страдает от таких заболеваний. Аналогично, люди с ПТСР зарабатывают на 184,6% меньше, чем те, кто не пережил травматических событий. В 2001 году средний доход северокорейского мигранта составлял ₩59,98. В 2005 году средний доход граждан Южной Кореи, не являющихся мигрантами, составлял ₩1 390 000, тогда как доход северокорейских мигрантов был менее ₩1 000 000 вон.
Новые поселенцы прибывают в Южную Корею различными путями, включая Китай, Монголию и Юго-Восточную Азию. В 2003 году исследование, проведённое Корейским институтом национального объединения, показало, что 24,6% респондентов были очень довольны своей жизнью в Южной Корее, в то время как 1% были очень недовольны. В 2005 году Центр данных по правам человека в Северной Корее сообщил, что 22,7% респондентов назвали «экономические трудности» главной проблемой в своей новой жизни. Неравенство доходов между гражданами Южной Кореи и северокорейскими мигрантами (саэтеоминами) было значительной проблемой. Многие сообщали о более низких доходах из-за безработицы или невозможности сохранить прежнюю работу.
Некоторые северокорейские мигранты сталкиваются с проблемами предвзятости и дискриминации. 56,5% респондентов исследования, проведённого Корейским институтом национального объединения в 2005 году, сообщили, что сталкивались с трудностями на рабочем месте из-за своего происхождения из Северной Кореи. Многие северокорейцы в Южной Корее сообщают о проблемах с продвижением по службе и уровнем заработной платы по сравнению со своими южнокорейскими коллегами.

## Образование
Для многих людей, совершающих опасное путешествие из Северной Кореи в Южную, одной из главных целей является предоставление своим детям лучшего образования. Отчёты показывают, что значительное число беженцев (саэтеоминов) сталкиваются с трудностями в школьной жизни. В 2005 году посещаемость средней школы составляла 58,4%, а старшей школы — 10,4%. Более того, уровень отсева достигал 13,7%, что в десять раз выше, чем у южнокорейских школьников. Причины таких показателей включают недостаток образования в период жизни в Северной Корее, трудности адаптации к новой культуре и проблемы с зачислением в школы.

## Взаимодействие между жителями Северной и Южной Кореи
В 2003 году 1,9% южнокорейцев не испытывали никаких чувств к новым поселенцам, а 58% ощущали патриотизм. Большинство южнокорейцев не выражали конкретной связи со своими новыми соседями: 1,9% чувствовали отчуждение, а 7% — сильную дружелюбность. Многие саэтеомины сталкиваются с чувством эмоциональной дистанции в своих новых домах. Среди причин этого можно выделить языковые барьеры, связанные с использованием английских заимствований, сленга и южнокорейского диалекта.

## Географическое происхождение
В период с 1999 по 2003 год было установлено, что 66 процентов северокорейских переселенцев происходили из провинции Хамгён-Пукто. Жители этой северо-восточной части страны имели низкий уровень образования, страдали от бедности и безработицы.

## Известные перебежчики
- Хван Чжан Ёп — один из самых высокопоставленных представителей элиты Пхеньяна, бежал из Северной Кореи в 1997 году. Находясь на посту, он был секретарём политической партии, президентом Университета имени Ким Ир Сена и личным секретарём Ким Ир Сена. После разногласий с Ким Чен Иром в 1990-х годах по поводу преемственности власти Хван покинул страну и отправился в посольство Южной Кореи в Китае, где обсуждались его полномочия. В конце концов он смог улететь в Сеул, где стал одним из самых ярых противников режима Кимов.